# Jelena Djurašinović
Jelena Djurašinović (født 26. marts 1998 i Vrbas, Serbien) er en serbisk håndboldspiller, som spiller for polske Eurobud JKS Jarosław og Serbiens kvindehåndboldlandshold.
Hun blev udtaget til landstræner Uroš Bregars trup ved VM i kvindehåndbold 2021 i Spanien, hvor det serbiske hold blev nummer 12.